# Роберт Олійник
Роберт Олійник (нім. Robert Olejnik; 9 березня 1911, Ессен-Борбек, Німецька імперія — 29 жовтня 1988, Мюнхен, ФРН)  — німецький льотчик-ас Другої світової війни. Здійснив 680 бойових вильотів, здобувши 42 перемоги, з них 32 на Східному фронті і 10 проти союзників, у тому числі збив три «Літаючі фортеці» B-17. На рахунку Олійника перша перемога Люфтваффе з початку німецько-радянської війни.
Безпосередньо брав участь у випробуваннях і бойовому використанні ракетного винищувача-перехоплювача Messerschmitt Me 163 Komet.
Кавалер Лицарського хреста Залізного хреста.

## Біографія
Роберт Олійник народився 9 березня 1911 року місті Ессен-Борбек, Німецька імперія. Мати німкеня, батько за походженням українець, гірничий інженер, переселився до початку Першої світової війни зі східної частини України, що входила тоді до складу Російської імперії.
У жовтні 1933 вступив до Німецької школи транспортної авіації (нім. Deutsche Verkehrsfliegerschule), яка була, в тому числі, прикриттям для підготовки військових льотчиків. Від березня 1935 і до кінця війни служив у Люфтваффе. До червня 1940 інструктор, потім льотчик винищувальної авіації, а згодом командир фронтових і випробувальних ескадрилій у бойових частинах.
У повоєнний час працював консультантом з продажів. Брав участь у зустрічах ветеранів JG 400, востаннє у жовтні 1988 року на авіабазі «Ольденбург» (ФРН), незадовго до смерті.

## Участь у бойових діях
15 червня 1940 року оберфельдфебель Роберт Олійник отримав призначення в 2-у ескадрилью другої групи 3-ї винищувальної ескадри «Удет» (нім. Jagdgeschwader 3 «Udet», JG 3). Розпочав війну на Мессершмітті Bf 109E, з осені 1941 року воював на Мессершмітті Bf 109F.
26 серпня 1940 року відкрив рахунок власних перемог, збивши в районі британського містечка Фейвешем (англ. Faversham) винищувач Hawker Hurricane, 5 вересня 1940 в гирлі річки Темза збив два винищувача Супермарін Спітфайр (англ. Supermarine Spitfire). 17 травня 1941 року був призначений командиром 1-ї ескадрильї I./ JG 3. До початку німецько-радянської війни на рахунку Роберта Олійника було п'ять перемог.
22 червня 1941 року, в районі Львова, приблизно о 3:40 ранку, Олійник збив радянський літак — винищувач І-16. Вважається, що це була перша перемога Люфтваффе на Східному фронті. Наступного дня він збив чотири бомбардувальники СБ-2 (АНТ-40), а 26 червня ще п'ять бомбардувальників ДБ-3. 27 червня 1941 року під Каневом Роберта Олійника збив радянський ас молодший лейтенант Деменок (Деменок Василь Федорович; 20 березня 1915 — 14 серпня 1941, вісім перемог, два повітряні тарани) на винищувачі І-16 з 88-ї ВАП, 44-ї винищувальної авіаційної дивізії. 14 серпня 1941 Роберт Олійник знову був збитий і знову пілотом на винищувачі І-16. Здійснив вимушену посадку поблизу Василькова (Київська область). Цього ж дня під Каневом, прикриваючи переправу, загинув молодший лейтенант Деменок.

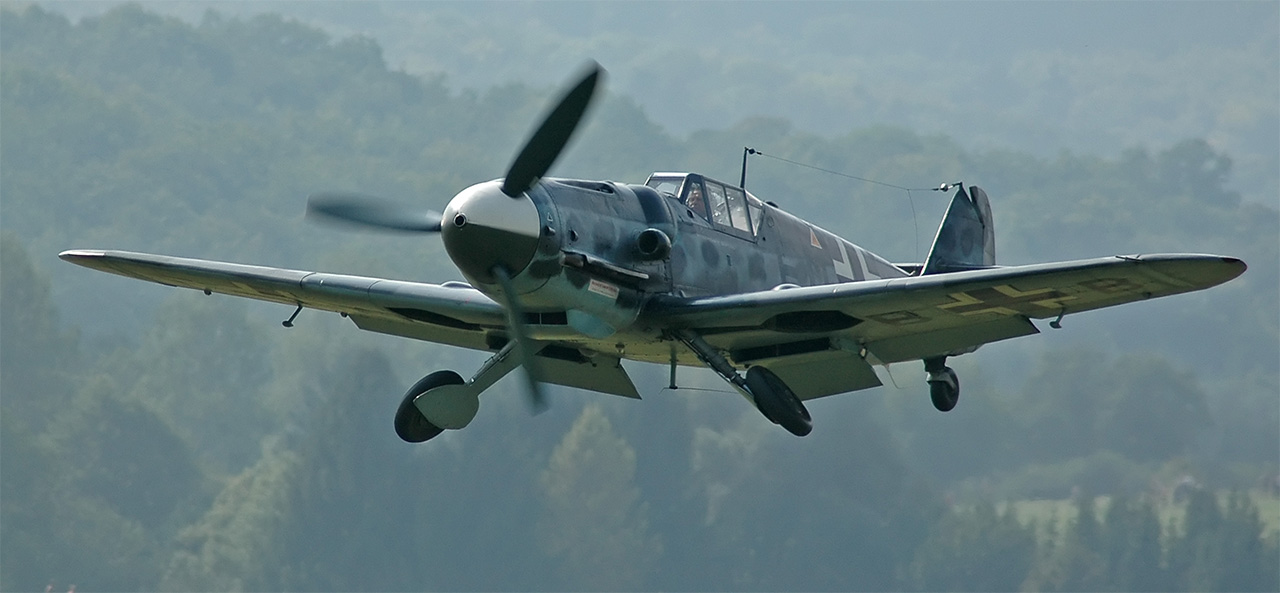
Винищувач Bf 109

27 липня 1941 року нагороджений Лицарським хрестом Залізного хреста (за іншими даними в серпні 1941).
14 вересня 1941 року II./JG 3 перебазували в Райхскомісаріат Нідерланди для патрулювання прибережної зони і оборони портів від нальотів британської авіації. На той момент Роберт Олійник мав 37 перемог з них 32 на Східному фронті (за іншими джерелами, під час німецько-радянської війни 31 перемога).
Від травня 1943 по 28 червня гауптмана Роберта Олійника призначено командиром 2-ї ескадрильї 1-ї винищувальної ескадри «Езау», а від 26 липня 1943 — командиром III./JG 1. В той-же день він збив свій перший бомбардувальник B-17, а третя, збита ним 8 жовтня 1943 над Бременом «Літаюча фортеця», збіглася з останнім днем його командування III./JG 1.

## Випробування Мессершміта Ме 163 «Комета»

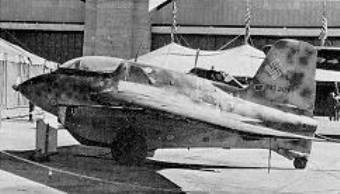
Eine Me 163B (1945).jpg

8 жовтня 1943 Роберта Олійника призначено командиром Erprobungskommando 16 (EKdo 16) для проведення випробувань ракетного винищувача-перехоплювача Messerschmitt Me 163 Komet. 1 березня 1944 прийняв під своє командування двадцяту ескадрилью 20./JG 1.
21 квітня 1944 року під Wittmundhaven під час посадки вибухнув пілотований Олійником Me 163. Внаслідок катастрофи він дістав важкі травми спини й обличчя. Олійнику пощастило, зазвичай при таких аваріях у пілота мало шансів уціліти. Після виписки зі шпиталю 1 серпня 1944 Олійник прийняв командування I./JG 400, яка була сформована 26 квітня 1944 року в Wittmundhafen на основі 20./JG 1.

## Перемоги над противником
Список повітряних перемог Роберта Олійника становить 42 літаки противника збиті ним особисто, із них: 5 у Битві за Британію, 32 на Східному фронті (за іншими джерелами, під час німецько-радянської війни здобув 31 перемогу) та 5 у ППО Рейху (у тому числі три «Літаючі фортеці» B-17).
| 1                                                             | 26 серпня 1940       | Збито: Харрікейн в районі містечка Фейвешем (англ. Faversham) (Велика Британія)                                         |
| 2—3                                                           | 05 вересня 1940      | Збито: два Спітфайри в районі гирла річки Темзи (Велика Британія)                                                       |
| 4                                                             | 05 жовтня 1940       | Збито: Спітфайр в районі міста Кентербері (Велика Британія)                                                             |
| — 1941 — 2./JG 3 Битва за Британію                            |                      | |
| 5                                                             | 05 лютого 1941       | Збито: Харрікейн в районі міста Сент-Омер (Франція)                                                                     |
| — 1941 — 1./JG 3 Східний фронт. Німецько-радянська війна      |                      | |
| 6                                                             | 22 червня 1941 3:40  | Збито: одномоторний поршневий винищувач-моноплан І-16 в районі села Куровичі, за 30 км на схід від міста Львів (УРСР)   |
| 7—10                                                          | 23 червня 1941       | Збито: чотири швидкісних бомбардувальники СБ-2 (УРСР)                                                                   |
| 11—15                                                         | 26 червня 1941       | Збито: п'ять дальніх бомбардувальників ДБ-3 в районі Канева (УРСР)                                                      |
| 16—17                                                         | 27 червня 1941       | Збито: два дальніх бомбардувальники ДБ-3 (УРСР)                                                                         |
| 18—19                                                         | 02 липня 1941        | Збито: штурмовик V-11 і біплан У-2 (УРСР)                                                                               |
| 20                                                            | 03 липня 1941        | Збито: одномоторний поршневий винищувач-моноплан І-16 (УРСР)                                                            |
| 21                                                            | 06 липня 1941 15:38  | Збито: дальній бомбардувальник ДБ-3 поблизу міста Шепетівка (УРСР)                                                      |
| 22                                                            | 07 липня 1941        | Збито: швидкісний бомбардувальник СБ-2 (УРСР)                                                                           |
| 23—25                                                         | 08 липня 1941        | Збито: три дальніх бомбардувальники ДБ-3 над Шепетівкою (УРСР)                                                          |
| 26                                                            | 09 липня 1941        | Збито: дальній бомбардувальник ДБ-3 (УРСР)                                                                              |
| 27                                                            | 10 липня 1941        | Збито: швидкісний бомбардувальник СБ-2 (УРСР)                                                                           |
| 28—29                                                         | 11 липня 1941        | Збито: два винищувачі-моноплани І-16 (УРСР)                                                                             |
| 30                                                            | 13 липня 1941        | Збито: винищувач-моноплан І-16 (УРСР)                                                                                   |
| 31—32                                                         | 16 липня 1941        | Збито: два швидкісних бомбардувальники СБ біс 2 (УРСР)                                                                  |
| 33                                                            | 01 серпня 1941 11:25 | Збито: дальній бомбардувальник ДБ-3 40 км на південь від міста Малин (УРСР)                                             |
| 34                                                            | 01 серпня 1941 8:45  | Збито: дальній бомбардувальник ДБ-3 (УРСР)                                                                              |
| 35                                                            | 11 серпня 1941       | Збито: швидкісний бомбардувальник СБ біс 2 (УРСР)                                                                       |
| 36                                                            | 25 серпня 1941 7:55  | Збито: одномоторний літак — розвідник, легкий бомбардувальник і штурмовик Р-10 (ХАІ-5) (УРСР)                           |
| 37                                                            | серпень 1941         | Збито: літак (УРСР) |
| — 1943 — 4./JG 1; II./JG 1; III./JG 1 Повітряна оборона Рейху |                      | |
| 38                                                            | 9 травня 1943 20:13  | Збито: літак-бомбардувальник, нічний винищувач де Хевілленд Москіто на південний-схід від міста Ден-Хелдер (Нідерланди) |
| 39                                                            | 31 травня 1943       | Збито: винищувач Спітфайр на південний-схід від міста Маргіт (Велика Британія)                                          |
| 40                                                            | 26 липня 1943 14:00  | Збито: важкий стратегічний бомбардувальник Боїнг B-17F                                                                  |
| 41                                                            | 17 серпня 1943 15:45 | Збито: важкий стратегічний бомбардувальник Боїнг B-17                                                                   |
| 42                                                            | 8 жовтня 1943 15:23  | Збито: важкий стратегічний бомбардувальник Боїнг B-17 на північний-схід від Бремена (Німеччина)                         |

## Нагороди
За роки служби в Люфтваффе Олійник здобув наступні нагороди:
| Країна | Назва отриманої нагороди                  | Вигляд | Дата нагородження | Військове звання             |
| ------ | ----------------------------------------- | ------ | ----------------- | ---------------------------- |
|        | Залізний хрест 2-го Класу                 |        | 17 вересня 1940   | Фельдфебель (нім. Feldwebel) |
|        | Залізний хрест 1-го Класу                 |        | 21 вересня 1940   | Фельдфебель                  |
|        | Планка для льотчиків-винищувачів у золоті |        | 5 травня 1941     | Оберлейтенант                |
|        | Почесний Кубок Люфтваффе                  |        | 18 липня 1941     | Оберлейтенант                |
|        | Лицарський хрест Залізного хреста         |        | 27 липня 1941     | Оберлейтенант                |
|        | Комбінований Знак Пілот-Спостерігач       |        | 1941              | Оберлейтенант                |

## Військові звання
| Країна      | Дата присвоєння  | Звання                             |
| Третій Рейх | 1 листопада 1933 | Єфрейтор (нім. Gefreiter)          |
| Третій Рейх | 1 листопада 1934 | Унтерофіцер (нім. Unteroffizier)   |
| Третій Рейх | 1 жовтня 1935    | Фельдфебель (нім. Feldwebel)       |
| Третій Рейх | 1 січня 1941     | Оберлейтенант (нім. Oberleutnant)  |
| Третій Рейх | 1 березня 1943   | Гауптман (Капітан, нім. Hauptmann) |
| Третій Рейх | 1 березня 1945   | Майор (нім. Major)                 |